# STS-109
إس تي إس-109 (بالإنجليزية: STS-109)‏ بعثة الإصلاح الرابعة (بعثة الخدمة الثالثة-ب (SM3B) Servicing Mission 3B- لصيانة مرصد هابل الفضائي، انطلق من مركز كينيدي للفضاء في 1 مارس من عام 2002 عن طريق مكوك الفضاء كولومبيا وهي المهمة رقم 108 من برنامج مكوك الفضاء، بينما كانت الرحلة الفضائيَّة رقم 27 لمكوك الفضاء كولومبيا. بعثة الإصلاح هذه هي الرابعة لمرصد هابل. بينما الأخيرة لكولومبيا قبل أن ينفجر في مهمَّة إس تي إس-107 وحصول كارثة مكوك الفضاء كولومبيا.